# 095 (prefisso)

Mappa dei prefissi telefonici nella provincia di Catania

095 è il prefisso telefonico del distretto di Catania, appartenente al compartimento omonimo.
Il distretto comprende la parte settentrionale della provincia di Catania ed alcuni comuni delle province di Messina e Siracusa. Confina con i distretti di Siracusa (0931) e di Caltagirone (0933) a sud, di Enna (0935) a ovest, di Cefalù (0921) a nord-ovest, di Patti (0941) e di Taormina (0942) a nord.

## Aree locali e comuni
Il distretto di Catania comprende 54 comuni inclusi nelle 9 aree locali di Acireale, Adrano, Bronte (ex settori di Bronte e Randazzo), Catania, Giarre (ex settori di Fiumefreddo di Sicilia e Giarre), Lentini, Nicolosi (ex settori di Nicolosi e Zafferana Etnea), Palagonia (ex settori di Castel di Judica e Palagonia) e Paternò. I comuni compresi nel distretto sono: Aci Bonaccorsi, Aci Castello, Aci Catena, Aci Sant'Antonio, Acireale, Adrano, Belpasso, Biancavilla, Bronte, Calatabiano, Camporotondo Etneo, Carlentini (SR), Castel di Judica, Catania, Cesarò (ME), Fiumefreddo di Sicilia, Francofonte (SR), Giarre, Gravina di Catania, Lentini (SR), Linguaglossa, Maletto, Maniace, Mascali, Mascalucia, Militello in Val di Catania, Milo, Misterbianco, Motta Sant'Anastasia, Nicolosi, Palagonia, Paternò, Pedara, Piedimonte Etneo, Raddusa, Ragalna, Ramacca, Randazzo, Riposto, San Giovanni la Punta, San Gregorio di Catania, San Pietro Clarenza, San Teodoro (ME), Santa Domenica Vittoria (ME), Santa Maria di Licodia, Santa Venerina, Sant'Agata li Battiati, Sant'Alfio, Scordia, Trecastagni, Tremestieri Etneo, Valverde, Viagrande e Zafferana Etnea .